# Annie Fischer
Annie Fischer, född 5 juli 1914 i Budapest, Ungern, död där 10 april 1995, var en ungersk pianist. 
Fischer studerade vid Franz Liszt-Akademien i Budapest. År 1933 vann hon den internationella Liszt-tävlingen i Budapest. Under sin karriär spelade hon huvudsakligen i Europa och Australien, men  i slutet av sin livstid reste hon också två gånger över Atlanten till USA. 
Fischer, som var jude, flydde till Sverige i början av den nazityska invasionen och återvände till Budapest år 1946. Hon var gift med kritikern och musikforskaren Aladar Toth (1898-1986) och är begravd bredvid honom i Budapest. 
Fischer var mycket beundrad av sådana samtida som Otto Klemperer och Svjatoslav Richter; Richter skrev att "Annie Fischer är en stor artist som genomsyras av en anda av storhet och äkta djup." Den italienska pianisten Maurizio Pollini berömde för den "barnsliga enkelheten, omedelbarheten och undraren" hon hittade i sitt spel. Hennes tolkningar av Mozart, Beethoven, Brahms, Schubert,  Schumann och Bartók fick högsta beröm från pianister och kritiker. 
Fischer gjorde stora studioinspelningar på 1950-talet med Otto Klemperer och Wolfgang Sawallisch, men ansåg att varje tolkning som skapas i avsaknad av en publik nödvändigtvis skulle vara konstlad och återhållande, eftersom tolkningen aldrig blev "färdig". Hennes arv idag omfattar således många konsertinspelningar som har släppts på CD och DVD (inklusive en inspelning av Beethovens Emperor concerto och Beethovens tredje konsert med Antal Doráti som är tillgänglig på Youtube). Hennes största arv är en rad studioinspelningar av Beethovens pianosonater. Hon arbetade med detta i 15 år med början 1977. Som den självkritiska perfektionist hon var släpptes inspelningarna aldrig under hennes livstid, men efter hennes död har de släppts på CD och fått allmänt beröm. 